# Pseudafroneta prominula
Pseudafroneta prominula là một loài nhện trong họ Linyphiidae.
Loài này thuộc chi Pseudafroneta. Pseudafroneta prominula được A. David Blest miêu tả năm 1979.